# Kanō Tenman-gū
Le Kanō Tenman-gū (加納天満宮) est un sanctuaire shinto situé dans la ville de Gifu, préfecture de Gifu au Japon. Il est construit comme sanctuaire protecteur du château d'Izumii (prédécesseur du château de Kanō). En tant que Tenman-gū, il est consacré à Tenjin, forme déifiée de Sugawara no Michizane. Par ailleurs, Matsudaira Mitsushige, créateur des parapluies de Gifu (en), est aussi vénéré dans l'enceinte du sanctuaire. Le matsuri (festival) du Kanō Tenman-gū se tient tous les ans les troisième samedi et dimanche du mois d'octobre.

## Histoire
En 1445, Saitō Toshinaga bâtit le château d'Izumii (泉井城, Izumii-jō) et en même temps commande la construction du Tenman-gū pour le dieu protecteur du château (mais d'autres documents indiquent que le sanctuaire est construit en 1350). Même après l'abandon du château d'Izumii en 1538, des gens essayent encore d'être commémorés au Tenman-gū après leur mort[pas clair].
Okudaira Nobumasa construit le château de Kanō en 1601, déplace le sanctuaire sur son site actuel et le nomme Kanō Tenman-gū.
En 1810, près de quatre siècles après sa construction, le haiden, bâtiment de prières, est reconstruit. Ce bâtiment est cependant endommagé le 28 octobre 1891 lorsque le tremblement de terre de Nōbi frappe la région. Le sanctuaire est de nouveau endommagé en 1945 lors des bombardements incendiaires de Gifu au cours de la Seconde Guerre mondiale. La plupart des bâtiments du Kanō Tenman-gū sont détruits par les incendies mais le haiden est préservé.
Une première reconstruction du honden, sanctuaire principal, intervient en 1948 mais il est finalement reconstruit en 2003. Au même moment, la parade qui porte les traditions, interrompue à la fin de la Seconde Guerre mondiale, est reconstituée dans le cadre du festival du Kanō Tenman-gū.

## Source de la traduction
- (en) Cet article est partiellement ou en totalité issu de l’article de Wikipédia en anglais intitulé « Kanō Tenman-gū » (voir la liste des auteurs).